# Центральноєвропейська ініціатива
Центральноєвропейська ініціатива (ЦЄІ) — регіональне угруповання країн Центральної та Східної Європи, діяльність якої має на меті налагодження багатостороннього співробітництва в політичній, соціально-економічній, науковій та культурній сферах та сприяння на цій основі зміцненню стабільності і безпеки в регіоні. До її складу входить 18 держав — Албанія, Австрія, Білорусь, Боснія і Герцеговина, Болгарія, Хорватія, Чехія, Угорщина, Італія, Північна Македонія, Молдова, Польща, Румунія, Сербія, Словаччина, Словенія, Чорногорія, Україна.
Виконавчий секретаріат ЦЄІ розташований в м. Трієст (Італія).

## Створення Центральноєвропейської ініціативи
Центральноєвропейська ініціатива була створена в листопаді 1989 року в м. Будапешт під назвою «Квадрагонале» групою країн Центральної і Східної Європи (Італія, Австрія, Угорщина, Югославія) з метою налагодження багатобічного співробітництва в політичній і соціально-економічній сферах і сприяння на цій основі зміцнення стабільності і безпеки в регіоні. Одночасно, створення цього об'єднання мало на меті забезпечити підготовку Угорщини та Югославії до їх майбутнього членства в Європейському Союзі.
Після вступу в організацію нових членів, а саме Чехословаччини в 1990 році і Польщі в 1991 році, відповідно змінювалася і назва — «Пентагонале» і «Гексагонале». Назву «Центральноєвропейська ініціатива» об'єднання одержало в 1992 році після свого подальшого розширення за рахунок вступу ще трьох держав: Боснії і Герцеговини, Словенії і Хорватії. У 1993 році до ЦЄІ приєдналася Північна Македонія, а також Чехія і Словаччина, що утворилися внаслідок розпаду Чехословаччини. У 1996 році організація розширилася за рахунок вступу Албанії, Білорусі, Болгарії, Румунії, України і Молдови.

## Напрямки діяльності ЦЄІ

Учасниці ЦЄІ

Структурно діяльність Ініціативи здійснюється на трьох рівнях: глав урядів країн-учасниць, міністрів закордонних справ, а також національних координаторів.
ЦЄІ працює гнучко в трьох вимірах: міжурядової (англ. intergovernmental), міжпарламентської (англ. inter-parliamentary) та ділової (англ. business) співпраці.
У сучасній Європі ЦЄІ шукає можливості відігравати помітнішу роль як регіональна міжнародна організація, одним з пріоритетних напрямків діяльності якої є всебічне сприяння вступу країн-учасниць ЦЄІ до Євросоюзу шляхом поглибленого співробітництва з ЄС. З 18 країн-учасниць ЦЄІ дев'ять вже є членами ЄС, інші (за винятком Білорусі) задекларували це членство своєю метою.
ЦЄІ активно співпрацює з іншими європейськими регіональними організаціями, такими як Рада співробітництва країн Південно-Східної Європи, Рада регіонального співробітництва, ОЧЕС, Рада держав Балтійського моря тощо.
У реалізації своїх цілей ЦЄІ спирається на підтримку парламентарів та бізнесових кіл країн-членів через їх спеціально утворені структури. Це, відповідно, Парламентський вимір ЦЄІ та Ініціатива Центральноєвропейських торговельних палат. Зазначені структури не входять безпосередньо до ЦЄІ і діють незалежно, здійснюючи загальну координацію через Секретаріат ЦЄІ.
У рамках ЦЄІ регулярно проводяться зустрічі на рівні глав урядів (щорічно восени), міністрів закордонних справ (щорічно навесні), Комітету національних координаторів ЦЄІ (КНК, кілька разів на рік) країн — учасниць ЦЄІ. Предметом їхніх консультацій є як актуальні політичні питання, так і широке коло питань співробітництва в економічній сфері. Спеціально для їхньої поглибленої обробки й обговорення сьогодні функціонує 16 робочих груп ЦЄІ, а саме з питань:
- Сільського господарства
- Громадянського захисту
- Боротьби з організованою злочинністю
- Культури
- Енергетики
- Охорони навколишнього середовища
- Розвитку людських ресурсів і навчання
- Молодіжної політики
- Інформації і засобів масової інформації
- Міграції
- Національних меншостей
- Відновлення Боснії і Герцеговини і Хорватії
- Науки і технологій
- Малих і середніх підприємств
- Туризму
- Транспорту

За результатами роботи цих груп підготовлено понад 100 проектів, що складають основу для міждержавного співробітництва.
У лютому 1996 р. у рамках ЦЄІ був створен постійно діючий інформаційно-документаційний центр (ІДЦ) з місцем розташування в м. Трієст (Італія). Центр надає інформаційні послуги державам-членам ЦЄІ з питань діяльності Ініціативи, а також соціально-економічного розвитку країн цього регіону. 28-29 листопада 1997 року на зустрічі глав урядів країн-учасниць ЦЄІ було прийняте рішення про перейменування Центру інформації і документації ЦЄІ на Виконавчий секретаріат ЦЄІ без зміни його юридичного статусу.
У ЦЄІ передбачене річне головування країн-учасниць (із січня щороку). Міністр закордонних справ головуючої країни одночасно є діючим Головою ЦЄІ. З 1996 р. у рамках ЦЄІ заснована Трійка цього об'єднання як керівний орган ЦЄІ (нинішня, майбутня і колишня головуючі країни).

## Парламентський вимір ЦЄІ
Співпраця парламентів країн-членів ЦЄІ завжди була важливою частиною роботи ЦЄІ. Парламентський вимір (англ. Parliamentary Dimension), поряд з урядовими та бізнесовими вимірами, позиціонується як один з трьох основних елементів ЦЄІ. Протягом багатьох років інституційний розвиток Парламентського виміру пройшов процес трансформації, який був формалізований з прийняттям Правил процедури парламентського виміру ЦЄІ.
Парламентський вимір включає кілька органів: Парламентську асамблею (англ. Parliamentary Assembly); Парламентський комітет (англ. Parliamentary Committee); Постійний комітет (англ. Standing Committee); комітети (англ. General Committees): 1) з питань політики та внутрішніх справ (англ. on Political and Home Affairs); 2) з економічних питань (англ. on Economic Affairs); 3) з питань культури (англ. on Cultural Affairs); Підкомітет з питань взаємин з міжнародними та регіональними парламентськими організаціями (англ. Sub-Committee on relations with international and regional parliamentary organisations.